# Shoreham, Kent
Shoreham är en ort och civil parish i grevskapet Kent i sydöstra England. Orten ligger i distriktet Sevenoaks, cirka 7 kilometer norr om Sevenoaks. Tätorten (built-up area) hade 840 invånare vid folkräkningen år 2021.
I civil parishen ligger även orten Well Hill.